# ميرلين (قصيدة)
ميرلين هي قصيدة ملحمية مفقودة جزئيًا أعاد فيها روبرت دي بورون صياغة مادة جيفري مونماوث حول الشخصية الأسطورية لميرلين، كُتبَت باللغة الفرنسية القديمة في وقت ما في أواخر القرن الثاني عشر أو أوائل القرن الثالث عشر. تروي القصيدة قصة أصل ميرلين وحياته المبكرة، ودوره في ولادة آرثر وكيف أصبح آرثر ملكًا لبريطانيا. تعظّم القصيدة قدرة ميرلين لحدّ النبوءة، وتؤكّد علاقته بالكأس المقدسة. قدّمت ميرلين عددًا من الأفكار الجديدة التي أصبحت شائعة في القرون الوسطى ولاحقًا القصص المتعلقة بالأمير آرثر، ما يضمن أيضًا المكان الدائم لميرلين كشخصية رئيسية في أسطورة الملك آرثر.
ترتبط قصة ميرلين بقصيدتي غريل المشهورتين الأخريين. دُمجَت رواية النثر في العصور الوسطى وتكملتها، المعروفة مجتمعةً باسم «نثر ميرلين»، مباشرة في سلسلة حكايات فولغيت وما بعد فولغيت من الرومانسية الفروسية خلال أوائل القرن الثالث عشر.

## ميرلين وسلسلة حكايات الكأس الصغيرة
أثناء كتابة ميرلين، يبدو أن الشاعر والفارس الفرنسي روبرت دي بورون قد تأثر ب «رومان دو بروت» لوايس، ما يعتبر كتابًا معدّلًا من كتب «تاريخ ملوك بريطانيا» لجيفري مونماوث. ميرلين هي حكاية مجازية تتعلق بصورة المسيح وأعماله. نجى 405 سطرًا من ميرلين في شكل قصيدتها الأصلية حتى يومنا هذا، ولكن محتوياتها معروفة من النسخة النثرية.
تشكّل القصائد الأخرى المنسوبة إلى روبرت دي بورون، وجوزيف أريماثيا التي نجت النسخة النثرية منها فقط، وبرسيفال المفقود تمامًا، تشكّل ثلاثية تتمحور حول قصة الكأس المقدسة. في «سلسلة حكايات الكأس الصغيرة» هذه، أصبح دور ميرلين في أسطورة الملك آرثر أكبر بكثير ما كان عليه من قبل (خاصة عند مقارنته بالدور الصغير الوحيد في جميع الأعمال الخمسة التي كتبها كريتيان دي تروا، إذ يروي قصة أسطورة آرثرية معاد كتابتها بالكامل للكأس المقدسة: جُلبَت من الشرق الأوسط إلى بريطانيا من قبل أتباع جوزيف أريماثيا، اُسترِدّ الكأس في النهاية من قبل فارس آرثر بيرسيفال كما تنبأ في إحدى النبوءات في ميرلين.
في نظرية بديلة افترضتها ليندا غوانز، تتعارض مع التقليدية المقبولة على نطاق واسع، فإن النص النثري هو في الواقع النسخة الأصلية من ميرلين، والقصيدة غير مكتملة لأن مؤلفها قد تخلى عنها ببساطة. شككت غوانز في تأليف روبرت أيًّا من هذه القصائد (وكذلك برسيفال)، ونسبت إليه «جوزيف» فقط.